# Lambda Bootis
Lambda Bootis (λ Boo / 19 Bootis / HD 125162) es una estrella perteneciente a la constelación de Boyero con una magnitud aparente +4,18.

## Denominación tradicional
En la tradición astronómica árabe, esta estrella junto con las Aselli (Asellus Primus (Theta (θ) Bootis), Asellus Secundum (Iota (ι) Bootis) y Asellus Tertius (Kappa (κ) Bootis) forman el asterismo denominado Auladhíba (ألعولد ألذعب - al aulād al dhiʼb) que en español significa "Los cachorros de las hienas" y aluden a otro asterismo conocido como Las hienas compuesto por las estrellas más brillantes del sector superior de Boyero: Nekkar (Beta (β) Bootis), Seginus (Gamma (γ) Bootis), Princeps (Delta (δ) Bootis) y Alkalurops (Mu (μ) Bootis).

## Características
Se encuentra a 97 años luz del sistema solar. Es una estrella blanca de la secuencia principal clasificada como A0p. Con una temperatura efectiva de 8900 K, es 16 veces más luminosa que el Sol, parámetros que corresponden a una estrella con una masa doble de la solar.
Catalogada como estrella peculiar, el principal interés de Lambda Bootis radica en su composición química. Mientras las capas exteriores de la estrella están empobrecidas (en un factor de ~ 10) en metales tales como cromo, bario, níquel y titanio, el contenido de otros elementos es más o menos normal. Estas estrellas, denominadas estrellas Lambda Bootis, son escasas, siendo conocidas sólo unas 50 estrellas de este tipo. En otras estrellas, como Gienah Gurab (γ Corvi), los contenidos anómalos de ciertos elementos están causados por la separación de elementos en una atmósfera quiescente. Este no es el caso de Lambda Bootis, cuya velocidad de rotación proyectada es de 128 km/s; considerando que su radio es un 70 % mayor que el radio solar, implica un período de rotación inferior a 0,66 días. La idea predominante es que estas estrellas en una edad temprana se hallaban rodeadas por una gruesa nube de gas y polvo. Es bien conocido que los granos de polvo interestelar absorben átomos metálicos del gas, propiciando un empobrecimiento del gas. Puede suceder que la presión de radiación de la estrella mantenga apartado el polvo mientras que el gas se integra dentro de la estrella.